# Continuidade uniforme

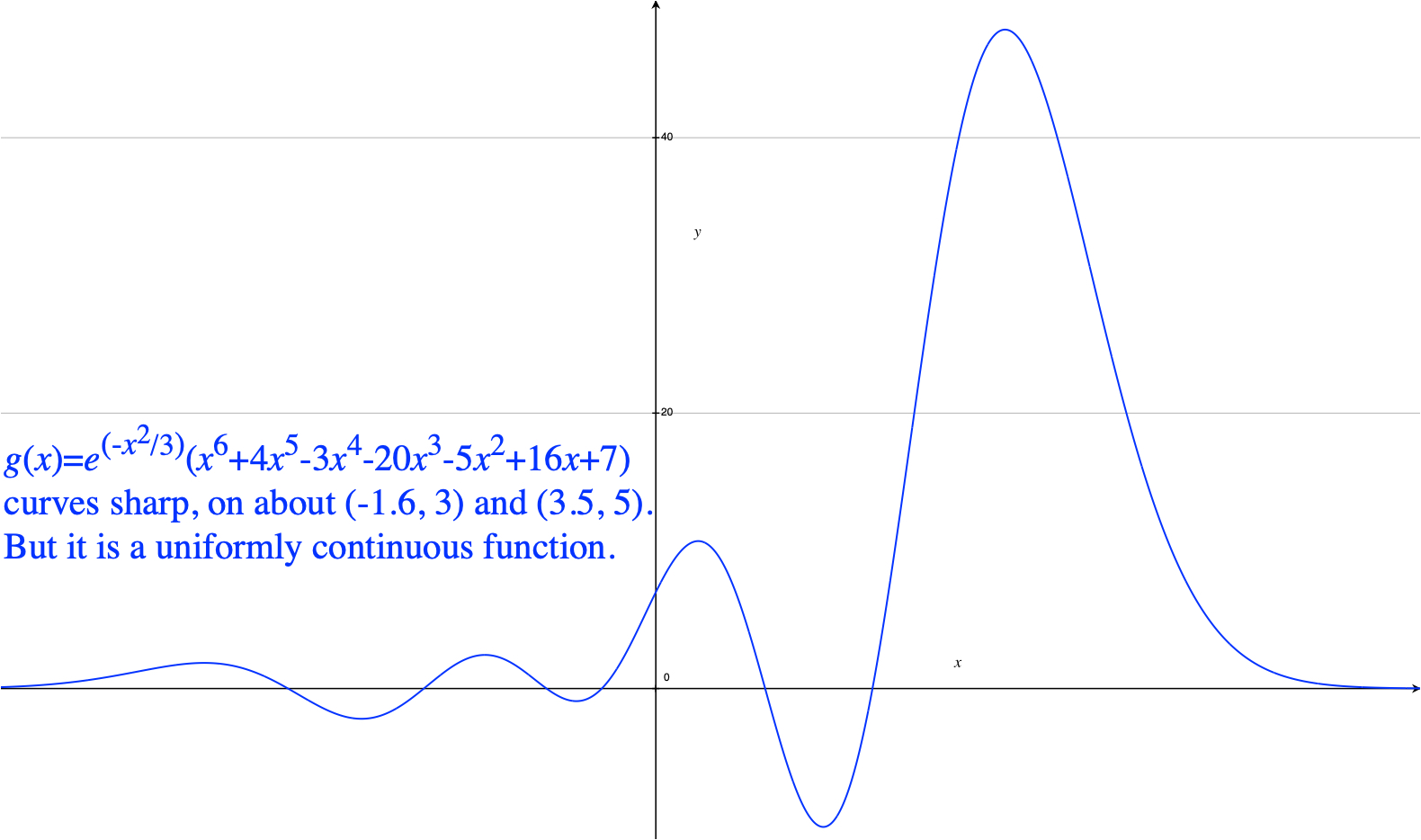
Gráfico de uma função uniformemente contínua

Continuidade uniforme é um importante conceito matemático com numerosas aplicações sobretudo na análise real e na análise funcional.
Grosseiramente falando, uma função é dita contínua se suficientemente pequenas variações no domínio resultem em pequenas variações na imagem. Uma função é dita uniformemente contínua se "suficientemente pequeno" for independente do ponto inicial. Isto quer dizer que a partir de uma pequena variação da imagem podemos encontrar uma única variação do domínio que sirva para todos os pontos.
O conceito de continuidade uniforme é normalmente definido para funções entre dois espaços métricos, mas este conceito é muitas vezes generalizado para espaços vectoriais topológicos.
A continuidade uniforme é um conceito mais forte que o de continuidade e mais fraco que o de Lipschitz-continuidade (quando este se aplica).

## Definição nos Números Reais
No livro An Elementary Course in Analytic Geometry, de 1808, John Henry Tanner e Joseph Allen definem função contínua real com o que, hoje, é a definição de função uniformemente contínua.[carece de fontes?] Segundo esta obra, uma função contínua seria uma função {\displaystyle y=\varphi (x)} que, quando a variável independente {\displaystyle x} passa por todos os valores reais entre {\displaystyle a} e {\displaystyle b}, o valor de {\displaystyle \varphi (x)} nunca se torna infinito e cobre todos valores entre {\displaystyle \varphi (a)} e {\displaystyle \varphi (b)}. Esta definição é falsa.
Uma forma mais precisa desta definição é dizer que, para uma função real, definida para valores entre {\displaystyle a} e {\displaystyle b}, dados quaisquer valores {\displaystyle x_{1}} e {\displaystyle x_{2}} entre {\displaystyle a} e {\displaystyle b}, os valores de {\displaystyle \varphi (x_{1})} e {\displaystyle \varphi (x_{2})} devem ser finitos e deve ser possível achar para cada valor {\displaystyle \varepsilon } um valor {\displaystyle \delta }   tal que sempre que {\displaystyle |x_{1}-x_{2}|<\delta }, tem-se que {\displaystyle |\varphi (x_{1})-\varphi (x_{2})|<\varepsilon }. Em outras palavras, sendo {\displaystyle f} uma função real definida em {\displaystyle X}, diremos que {\displaystyle f} é uniformemente contínua quando dado {\displaystyle \varepsilon >0}, existe {\displaystyle \delta >0} tal que
{\displaystyle |x-y|<\delta \Longrightarrow |(f(x)-f(y)|<\varepsilon ,~~\forall x,y\in X\,}

## Definição em Espaços Métricos
Para a função {\displaystyle f:X\to Y\,} definida do espaço métrico {\displaystyle X\,} para o espaço métrico {\displaystyle Y\,}, {\displaystyle f\,} é dita uniformemente contínua se dado {\displaystyle \varepsilon >0\,} existe um {\displaystyle \delta >0\,} tal que:
{\displaystyle d\left(x,y\right)<\delta \Longrightarrow d\left(f(x),f(y)\right)<\varepsilon ,~~\forall x,y\in X\,}
Ou seja, juntando tudo em uma única sentença matemática:
{\displaystyle \forall \varepsilon >0,\exists \delta >0,\forall x,y\in X,(d\left(x,y\right)<\delta \Longrightarrow d\left(f(x),f(y)\right)<\varepsilon )\,}
A definição mais fraca de uma função contínua em todos os pontos se escreve assim:
{\displaystyle \forall x\in X,\forall \varepsilon >0,\exists \delta >0,\forall y\in X,(d\left(x,y\right)<\delta \Longrightarrow d\left(f(x),f(y)\right)<\varepsilon )\,}
Observa-se que para uma função ser contínua em todos os pontos, basta ser possível escolher um {\displaystyle \delta \,} para cada {\displaystyle x\,}, enquanto que a continuidade uniforme exige um {\displaystyle \delta \,} global, para todo {\displaystyle x\,}.
Para dizer que uma função real {\displaystyle f} não é uniformemente contínua, basta mostrar que se dado {\displaystyle \varepsilon >0}, seja qual for {\displaystyle \delta >0}, podemos encontrar {\displaystyle x} e {\displaystyle y} no domínio de {\displaystyle f} tal que 
{\displaystyle |x-y|<\delta } mas {\displaystyle |(f(x)-f(y)|\geq \varepsilon }.

## Propriedades
As propriedades e exemplos são baseados no livro Curso de Análise volume 1, de Elon Lages Lima.
1. Se uma função real {\displaystyle f} definida em {\displaystyle X} é lipschitziana, então é uniformemente contínua.                                                                                                                                Sendo {\displaystyle f} lipschitziana com constante de lipschitz {\displaystyle C>0}, então para todo {\displaystyle x} e {\displaystyle y} em {\displaystyle X} tem-se {\displaystyle C|x-y|\geq |f(x)-f(y)|}. Dado {\displaystyle \varepsilon >0}, basta tomar {\displaystyle \delta ={\dfrac {\varepsilon }{C}}} e então   {\displaystyle |x-y|<\delta \Longrightarrow |x-y|<{\dfrac {\varepsilon }{C}}\Longrightarrow C|x-y|<\varepsilon \Longrightarrow |f(x)-f(y)|<\varepsilon .}
2. Seja {\displaystyle f}função real definida em {\displaystyle X} e uniformemente contínua. Se {\displaystyle (x_{n})} é uma sequência de Cauchy em {\displaystyle X}, então {\displaystyle (f(x_{n}))}é uma sequência de Cauchy.                                     Como {\displaystyle f} é uniformemente contínua, dado {\displaystyle \varepsilon >0}, existe {\displaystyle \delta >0}tal que {\displaystyle |x-y|<\delta \Longrightarrow |f(x)-f(y)|<\varepsilon .}Sendo {\displaystyle (x_{n})}de Cauchy, dado esse {\displaystyle \delta >0}, existe {\displaystyle n_{0}\in \mathbb {N} } tal que para todo {\displaystyle m,n>n_{0}}tem-se {\displaystyle |x_{m}-x_{n}|<\delta .} Como {\displaystyle (x_{n})\subset X} segue que para todo {\displaystyle m,n>n_{0}} temos {\displaystyle |f(x_{m})-f(x_{n})|<\varepsilon .}Logo {\displaystyle (f(x_{n}))}é de Cauchy.
3. Se {\displaystyle X} é compacto, então toda função contínua definida em {\displaystyle X} é uniformemente contínua.                                                                                                                                                  Suponha por contradição que {\displaystyle f} é uma função definida em {\displaystyle X} e não é uniformemente contínua. Então existe {\displaystyle \varepsilon >0}, tal que para cada {\displaystyle n\in \mathbb {N} }, podemos encontrar {\displaystyle x_{n}\in X} e {\displaystyle y_{n}\in X} tais que {\displaystyle |x_{n}-y_{n}|<{\dfrac {1}{n}}} mas {\displaystyle |f(x_{n})-f(y_{n})|\geq \varepsilon .}Como {\displaystyle X} é compacto, uma subsequência  {\displaystyle (x_{n_{k}})}converge para {\displaystyle a\in X.} Assim temos {\displaystyle \lim _{n\rightarrow \infty }y_{n_{k}}=a.} Como {\displaystyle f} é contínua, segue que {\displaystyle \lim _{n\rightarrow \infty }f(x_{n_{k}})=\lim _{n\rightarrow \infty }f(y_{n_{k}})=f(a),} o que contradiz {\displaystyle |f(x_{n_{k}})-f(y_{n_{k}})|\geq \varepsilon .} Logo {\displaystyle f} é uniformemente contínua.

## Exemplos
1. A função {\displaystyle f(x)={\dfrac {1}{x}}}não é uniformemente contínua. Dado {\displaystyle \varepsilon >0}, seja {\displaystyle \delta >0} escolhido. Tome um número positivo {\displaystyle y} tal que {\displaystyle y<\delta } e {\displaystyle y<{\dfrac {1}{3\varepsilon }}}. Então para {\displaystyle x=y+{\dfrac {\delta }{2}}} temos {\displaystyle |x-y|<\delta }, mas {\displaystyle \left|{\dfrac {1}{x}}-{\dfrac {1}{y}}\right|=\left|{\dfrac {1}{y+{\dfrac {\delta }{2}}}}-{\dfrac {1}{y}}\right|=\left|{\dfrac {2}{2y+\delta }}-{\dfrac {1}{y}}\right|={\dfrac {\delta }{(2y+\delta )y}}>{\dfrac {\delta }{3\delta \cdot y}}={\dfrac {1}{3y}}>\varepsilon }.
2. A função {\displaystyle f(x)=ax+b}, com {\displaystyle a\neq 0}, é uniformemente contínua.                                                                                                                                                                 Dado {\displaystyle \varepsilon >0}, escolha {\displaystyle \delta ={\dfrac {\varepsilon }{|a|}}}. Então qualquer que seja {\displaystyle y\in \mathbb {R} }temos, {\displaystyle |x-y|<\delta \Longrightarrow |f(x)-f(y)|=|(ax+b)-(ay+b)|=|ax-ay|=|a||x-y|<|a|\delta =\varepsilon }.
3. A função {\displaystyle f(x)=x^{2}}é uniformemente contínua se {\displaystyle x} for limitado.                                                                                                                                                                        De fato, se {\displaystyle |x|\leq k} para todo {\displaystyle x\in X}, dados quaisquer {\displaystyle x,y\in X} temos                {\displaystyle |f(x)-f(y)|=|x^{2}-y^{2}|=|x+y|\cdot |x-y|\leq (|x|+|y|)\cdot |x-y|\leq 2k|x-y|.}                                                                                                                              Logo f é lipschitziana e pela propriedade 1 é uniformemente contínua.
4. A função {\displaystyle f(x)=x^{3}} não é uniformemente contínua.                                                                                                                                                                                              De fato, sendo {\displaystyle x_{n}={\dfrac {n+1}{n}}} e {\displaystyle y_{n}=n} temos {\displaystyle \lim _{n\rightarrow \infty }(x_{n}-y_{n})=0}, mas {\displaystyle x_{n}^{3}-y_{n}^{3}\geq 3.}
5. A função {\displaystyle f(x)={\sqrt {x}}} definida em {\displaystyle [0,1]}é contínua. Como {\displaystyle [0,1]} é compacto, pela propriedade 3, {\displaystyle f} é uniformemente contínua.